# San Esteban (Olancho)
Pour les articles homonymes, voir San Esteban (homonymie).
San Esteban est une municipalité du Honduras, située dans le département d'Olancho. La municipalité comprend 22 villages et 154 hameaux. Elle est fondée en 1808.

## Crédit d'auteurs
- (en) Cet article est partiellement ou en totalité issu de l’article de Wikipédia en anglais intitulé « San Esteban, Olancho » (voir la liste des auteurs).